# مایکل کلود
مایکل جاناتان کلود (زاده ۱۳ مه ۱۹۷۵) یک سیاستمدار آمریکایی است که از سال ۲۰۱۸ نماینده حوزه بیست و هفتم کنگره تگزاس در مجلس نمایندگان ایالات متحده است. او یکی از اعضای حزب جمهوری‌خواه است.
کلود در سال ۱۹۹۷ با مدرک لیسانس علوم در ارتباطات رسانه‌های جمعی از دانشگاه اورال رابرتز فارغ‌التحصیل شد. او در اورال رابرتز در تیم‌های کراس کانتری و پیست حضور داشت. او از سال ۲۰۱۰ تا ۲۰۱۷ ریاست حزب جمهوری‌خواه شهرستان ویکتوریا را بر عهده داشت.